# Cannibali (album)
Cannibali è il quinto album in studio del cantante italiano Raf, pubblicato nel 1993.

## Descrizione
Cannibali è uno dei maggiori successi discografici di Raf, certificato sei volte platino (+600 000 copie).
Il singolo Il battito animale è divenuto un tormentone estivo e ha regalato a Raf la vittoria del Festivalbar 1993. Grande successo ebbero anche i singoli successivi Due e Stai con me, diventati degli evergreen del suo repertorio. 

## Tracce
Testi e musiche di Cheope, Raf eccetto dove indicato.
1. Il battito animale – 4:39
2. Stai con me – 4:29 (Cheope, Raf, Eric Buffat, Leonardo Abbate)
3. Il Re – 3:21
4. Cannibali – 5:02
5. La folle corsa – 4:11 (Cheope, Raf, Balatresi)
6. Due – 4:41
7. Il canto – 5:32
8. Blu? – 4:27
9. Mai – 4:27
10. Due (Due) – 5:00

Durata totale: 45:49

## Formazione
- Raf – voce, cori, programmazione, chitarra elettrica, chitarra acustica, tastiera
- Massimo Pacciani – batteria, percussioni
- Cesare Chiodo – basso
- Gavin Harrison – batteria (in Cannibali)
- Riccardo Galardini – chitarra acustica, chitarra elettrica
- Stefano Allegra – basso
- Giacomo Castellano – chitarra elettrica
- Dado Parisini – tastiera, cori, programmazione, pianoforte
- Andrea Braido – chitarra elettrica
- Dodi Battaglia – chitarra (in La folle corsa)
- Eric Buffat – tastiera, cori, programmazione, pianoforte
- Gianni Salvatori – chitarra acustica, cori, chitarra elettrica
- Stefano Cantini – sax
- Valerio Staffelli – megafono
- Katie Hunble, Carole Cook, Antonella Pepe, Luca Jurman, Susanna Parigi, Emanuela Cortesi, Gabriella Labate, Danilo Amerio, Paola Folli, Leonardo Abbate – cori

## Classifiche

### Classiche settimanali
| Classifica (1993) | Posizione massima |
| ----------------- | ----------------- |
| Europa            | 46                |
| Italia            | 3                 |

### Classifiche di fine anno
| Classifica (1993) | Posizione |
| ----------------- | --------- |
| Europa            | 92        |
| Italia            | 5         |